# Збірна Гватемали з футболу
Збі́рна Гватема́ли з футбо́лу — національна футбольна команда, що представляє Гватемалу на міжнародних футбольних матчах. Контролюється Національною федерацією футболу Гватемали. Заснована в 1919 році, прийнята у ФІФА в 1946 році, тоді ж була прийнята і в КОНКАКАФ.
Команда Гватемали 3 рази — в 1968, 1976 і 1988 брала участь в іграх з футболу на літніх Олімпійських іграх. І ніколи не потрапляла на Чемпіонат світу з футболу.
Гватемала посіла третє місце у Центрально-Американському і Карибському чемпіонатах в 1967 і в кубку УНКАФ в 2001 році. У 1996 році на Золотому кубку КОНКАКАФ Гватемала посіла четверте місце — це її найкраще досягнення в КОНКАКАФ.
Станом на 3 квітня 2025 посідає 106-e місце у рейтингу футбольних збірних світу.

## Чемпіонат світу
- 1930 – 1954 — не брала участі
- 1958 — не пройшла кваліфікацію
- 1962 — не пройшла кваліфікацію
- 1966 — не прийнята ФІФА
- 1970 – 2022 — не пройшла кваліфікацію

## Золотий кубок КОНКАКАФ
- 1991 — груповий етап
- 1993 — не брала участі
- 1996 — 4 місце
- 1998 — груповий етап
- 2000 — груповий етап
- 2002 — груповий етап
- 2003 — груповий етап
- 2005 — груповий етап
- 2007 — 1/4 фіналу
- 2009 — не кваліфікувалась
- 2011 —  1/4 фіналу
- 2013 — не кваліфікувалась
- 2015 — груповий етап
- 2017 — дискваліфікована ФІФА
- 2019 — дискваліфікована ФІФА
- 2021 — груповий етап
- 2023 — 1/4 фіналу
- 2025 — півфінал

## Кубок УНКАФ
- 1991 — 3 місце
- 1993 — не брала участі
- 1995 — 2 місце
- 1997 — 2 місце
- 1999 — 2 місце
- 2001 — 1 місце
- 2003 — 2 місце
- 2005 — 3 місце
- 2007 — 3 місце
- 2009 — 1-й раунд
- 2011 — 5-е місце
- 2013 — 6-е місце
- 2014 — 2-е місце
- 2017 — дискваліфікована ФІФА

## Футбол на Олімпійських іграх
- 1896 – 1924 — не брала участь
- 1928 – 1964 — не пройшла кваліфікацію
- 1968 — 1/4 фіналу, 6 місце
- 1972 — не пройшла кваліфікацію
- 1976 — груповий етап
- 1980 — не пройшла кваліфікацію
- 1984 — не пройшла кваліфікацію
- 1988 — груповий етап
- 1992 – 2024 — не пройшла кваліфікацію